# 327. п. н. е.

## Догађаји
- Почео Други самнитски рат